# دایسی اوساکوئه
دایسی اوساکوئه (انگلیسی: Daisy Osakue؛ زادهٔ ۱۶ ژانویهٔ ۱۹۹۶) پرتاب‌گر دیسک زن نیجریه‌ای‌تبار اهل ایتالیا است.